# Quintus Lusius Sabinianus
Quintus Lusius Sabinianus (fl. 158-160) est un officier de l'Empire romain.

## Biographie
Il était procurateur impérial en Bretagne en 158-160. On trouve sa trace en Écosse sur un autel dédié à Apollon trouvé lors de fouilles sur le site d'Inveresk, l'ancienne Praetentura d'Édimbourg, deux inscriptions latines (Visibles au National Museum of Scotland à Edinburgh).
« Apollini / Granno / Q(uintus) Lusius / Sabinia/nus / proc(urator) / Aug(usti) / v(otum) s(olvit) {S} l(ibens) {V} m(erito). »
Traduction : « Quintus Lusius Sabinianus procurateur impérial a dédié (cet autel) à Apollon Grannus (et) a accompli son vœu, de bon gré, comme il se doit »
« Q(uintus) / Lusius / Sabinian/us proc(urator) Aug(usti) // ]LA/RA ex nu/ntio dic(atum) ar(am) / pos(uit) l(ibens) l(aetus) m(erito) »
Traduction : « Quintus Lusius Sabinianus procurateur impérial a édifié cet autel sur une révélation, de bon gré, heureux, comme il se doit »
Sa fille Lusia Marcella s'est mariée avec Caius Rufius Festus Laelius Firmus, vir consularis, fils de Caius Rufius Festus et de sa femme Laelia Firmina.[réf. nécessaire]